# Deep Silver
Deep Silver — австрійський видавець відеоігор зі штаб-квартирою в Гефені, Австрія. Компанію було засновано як видавничий підрозділ Plaion (на той час Koch Media) у 2002 році.

## Історія
Про створення Deep Silver було оголошено в листопаді 2002 року, їх першим релізом стала гра Anarchy Online: The Notum Wars. За словами Крейга МакНікола, який керував англійським відділенням Koch Media, ідея створення Deep Silver полягала в тому, щоб мати бізнес-сегмент, який би доповнював ігри, що Koch Media розповсюджували від імені інших видавців. МакНікол також заявив, що назва Deep Silver була предметом довгих внутрішніх дискусій. У липні 2003 року Koch Media інвестувала €500 тис. в Deep Silver, а у листопаді того ж року всі видавничі операції Koch Media (за винятком дистрибуції) були перенаправлені до Deep Silver. З тих пір підрозділ був постійно активним, в основному в Європі. У квітні 2008 року Koch Media відкрила Deep Silver, Inc., дочірню філію, розташовану в Лос-Анджелесі. У серпні 2007 року студія Games That Matter, заснована колишніми співробітниками Rockstar Vienna в 2006 році, була придбана Koch Media і стала частиною Deep Silver та була перейменована в Deep Silver Vienna. Співзасновники студії Нікі Лабер і Ханнес Зайферт покинули її до січня 2010 року. Підрозділ Deep Silver Vienna закрили після випуску лише однієї гри, Cursed Mountain, розробленої спільно з Sproing Interactive і випущеної в серпні 2009 року для Wii.
Deep Silver вперше привернула до себе широку увагу з випуском Dead Island, реліз якої став першим комерційним успіхом студії, досягнувши першого місця в чартах продажів у вересні 2011 року. В січні 2013 року компанія придбала розробника відеоігор Volition, а також права на серію Metro у збанкрутілого видавця THQ. Deep Silver також придбали міноритарний пакет акцій німецького розробника Infernum Productions в грудні 2012 року. У лютому 2013 Deep Silver оголосили про наміри розширити свій вплив на ринок мобільних ігор.
У грудні 2013 року Koch Media придбали компанію Fishlabs, реорганізувавши її в спеціалізований підрозділ мобільних ігор, підпорядкований Deep Silver під назвою Deep Silver Fishlabs. У липні 2014 року Deep Silver придбали права на гру Homefront та її сиквел Homefront: The Revolution у німецького розробника Crytek. Для продовження розробки The Revolution була створена компанія Dambuster Studios (офіційно Deep Silver Dambuster Studios). Пізніше Crytek закрили свій власний підрозділ Crytek UK, перевівши весь її персонал в Dambuster Studios. У серпні 2018 року Koch Media придбали права на ігри серії TimeSplitters, віддавши Deep Silver контроль над їх розробкою.
У травні 2020 року компанії Koch Media та THQ Nordic, які на той час вже входили до складу Embracer Group, обмінялися кількома правами на об'єкти ІВ: Deep Silver отримала Red Faction і Painkiller, а THQ Nordic, в свою чергу, — Risen, Rush for Berlin, Sacred, Second Sight та Singles: Flirt Up Your Life.
У травні 2021 року Deep Silver і Koch Media, що входять до складу Embracer Group з 2018 року, оголосили про перезаснування студії Free Radical Design, яка почне розробку нової частини TimeSplitters до кінця 2021.
У листопаді 2022 року Volition було передано Gearbox Entertainment, іншій дочірній компанії Embracer Group.
У грудні 2023 року на тлі масштабної реорганізації Embracer Group нещодавно відкриту Free Radical Design було ліквідовано.

## Протиріччя
У січні 2013 року Deep Silver оголосила про спеціальне видання своєї тодішньої майбутньої гри Dead Island: Riptide, під назвою Zombie Bait Edition, яке включатиме статуетку понівеченого жіночого торсу в Європі та Австралії. Після сильної критики з цього приводу Deep Silver спочатку принесли вибачення, пообіцявши споживачам не робити подібного в майбутньому. Однак, коли гра була випущена в квітні того ж року, бюст все ще був присутній у спеціальному виданні, що спричинило подальшу негативну критику.
У січня 2019 Deep Silver уклали партнерську угоду з Epic Games про річну ексклюзивну угоду для ПК версії Metro Exodus. Завдяки цій угоді гру було видалено зі Steam, де Deep Silver продавали передзамовлення на неї з серпня 2018. Крім того, угода була укладена та оголошена менш ніж за три тижні до виходу гри, що викликало критику та плутанину серед критиків та шанувальників серії. Власник торгового майданчику Steam, компанія Valve, назвала цей крок несправедливим по відношенню до споживачів, в той час як шанувальники піддали бомбардуванню поганими відгуками попередні ігри серії.